# Victoire xứ Sachsen-Coburg-Saalfeld
Victoire xứ Sachsen-Coburg-Saalfeld (17 tháng 8 năm 1786 - 16 tháng 3 năm 1861), là một Công nữ người Đức của Công quốc Sachsen-Coburg-Saalfeld, từng là Vương phi xứ Leiningen với tư cách là vợ của Thân vương xứ Leiningen, sau trở thành Vương tức Anh (British princess) với tước hiệu Công tước phu nhân xứ Kent và Strathearn sau khi tái hôn với Vương tử Edward - con trai của Quốc vương George III của Anh.
Dù cũng là mẹ của hai người con với Thân vương xứ Leiningen, bà được biết đến chủ yếu vì là mẹ của Victoria của Anh - con gái duy nhất giữa bà và Vương tử Edward. Thông qua hai người con đầu, bà là tổ tiên của Carl XVI Gustaf của Thụy Điển, Felipe VI của Tây Ban Nha và Konstantinos II của Hy Lạp. Thông qua con gái là Victoria của Anh trứ danh, bà là tổ tiên của nhiều nền quân chủ lập hiến còn tồn tại, đáng kể nhất là nhà Windsor đang trị vì nước Anh.

## Tiểu sử

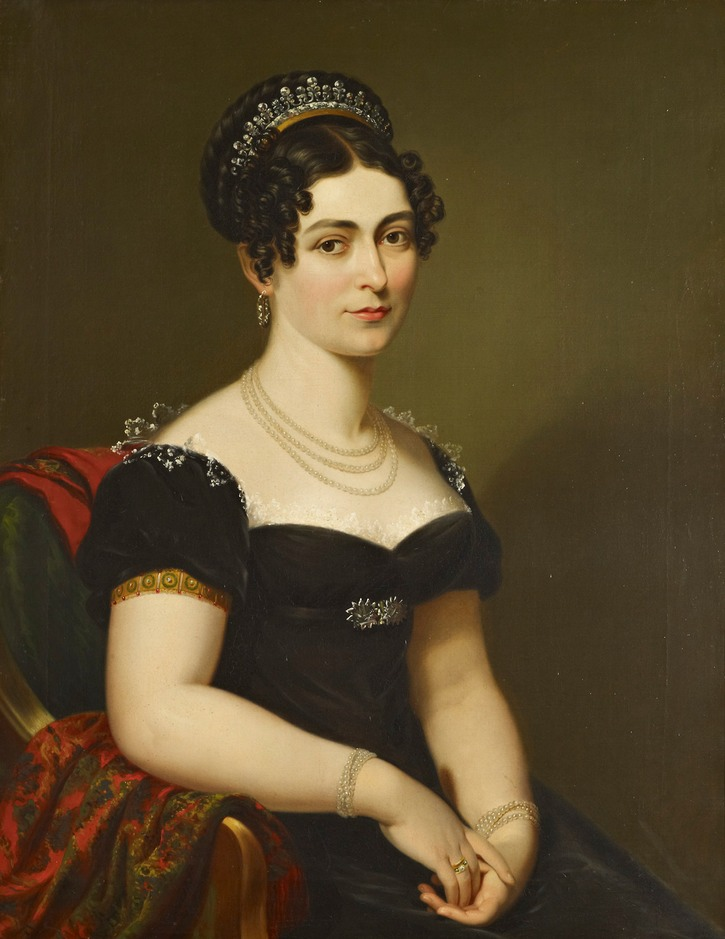
Victoire khi còn trẻ.

Marie Luise Victoire sinh ra ở Coburg, thuộc Công quốc Sachsen-Coburg-Saalfeld của Thánh chế La Mã. Trong gia đình, bà là con gái thứ 4, người con thứ 7 của Franz I xứ Sachsen-Coburg-Saalfeld, một quý tộc người Đức tuy thừa hưởng một tước hiệu cao quý, nhưng lại ngập tràn trong nợ nần do người cha (cũng là ông ngoại của Victoria) để lại. Mẹ của bà, Auguste Reuß xứ Ebersdorf, là người thừa kế của Bá quốc Ebersdorf của Gia tộc Reuß, cũng là một quý tộc người Đức. Khi sinh ra, bà là [Princess Victoire; tức tương đương với "Công nữ Victoire"] do cha bà thừa hưởng một công quốc riêng biệt.
Victoire có một anh trai, Ernst I xứ Sachsen-Coburg và Gotha, trong khi người em trai là Công tử Leopold trở thành Quốc vương đầu tiên của Vương quốc Bỉ, tức Léopold I của Bỉ. Léopold từng cưới Charlotte Augusta xứ Wales - người thừa kế triển vọng nhất vào lúc ấy cho ngai vàng nước Anh. Ngày 21 tháng 12 năm 1803, Công nữ Victoire kết hôn với Carl, Thân vương xứ Leiningen, một chư hầu khác trong hệ thống Thánh chế La Mã. Bà là vợ 2 của ông, người vợ trước, Henrietta xứ Reuss-Ebersdorf, là dì ruột của bà.
Cuộc hôn nhân cho ra đời 2 người con vào năm 1804 và 1807, trước khi Thân vương xứ Leinigen qua đời năm 1814 do bệnh tật. Vì người thừa kế tước hiệu là con trai bà, Carl, còn quá nhỏ tuổi, Victoire trở thành nhiếp chính xứ Leiningen. Bà làm nhiếp chính cho đến khi tái hôn với Vương tử Edward của Vương quốc Liên hiệp Anh và Bắc Ireland, một người con của Vua George III.
Sau cái chết của Vương tôn nữ Charlotte năm 1817, vợ của em trai bà là Leopold, nước Anh rơi vào khủng hoảng thừa kế, thúc giục 3 người con trai khác chưa thành hôn của Vua George III ngay lập tức kết hôn để sinh ra người thừa kế cho ngai vàng. Trong tình thế đó, Vương tử Edward, Công tước xứ Kent và Strathearn đã đề nghị hôn nhân với bà Thái phi xứ Leiningen, và bà chấp thuận. Sang ngày 29 tháng 5 năm 1818, cặp đôi kết hôn ở Amorbach, và ngày 11 tháng 7 cùng năm tổ chức tại Kew, một đám cưới đôi cùng với anh trai của Vương tử Edward là Vương tử William, Công tước xứ Clarence với Adelheid xứ Sachsen-Meiningen. Công tước xứ Clarence, người về sau trở thành William IV của Anh.
Sau hôn lễ, vợ chồng Công tước Kent trở về Đức vì nhu cầu sống ở đây rẻ hơn ở Anh, và sau một năm thì Victoire mang thai. Vì cả hai đều muốn sinh đứa bé này ở Anh, cùng với sự tư vấn của Conroy, hai vợ chồng liền quay về Anh. Victoire sinh ra một đứa con gái, chính là Princess Alexandrina Victoria xứ Kent, tức Victoria của Anh tương lai, tại cung điện Kensington vào ngày 24 tháng 5 năm 1819.

## Thời kỳ góa bụa
Năm 1820, Công tước xứ Kent qua đời vì viêm phổi, trước 6 ngày so với Vua George III. Lúc này, Bà Công tước xứ Kent có thể trở về Coburg, vì bà không nói tiếng Anh, và cũng không được ưa thích ở triều đình Anh. Song, các anh trai của chồng bà là Vua George IV cùng Prince Frederick, Công tước xứ York đều lạnh lùng với vợ mình, và cả hai đều đã luống tuổi sinh nở. Công tước xứ Clarence, vẫn khó khăn trong việc sinh hạ người thừa kế hợp pháp, do đó Bà Công tước nhận thấy đây là cơ hội nếu đánh cược quyền kế vị của con gái mình cho ngai vàng Anh hơn là lặng lẽ sống ở Coburg, nên vẫn quyết định ở lại dù có chút vấn đề về tài chính do các khoản nợ của chồng bà.

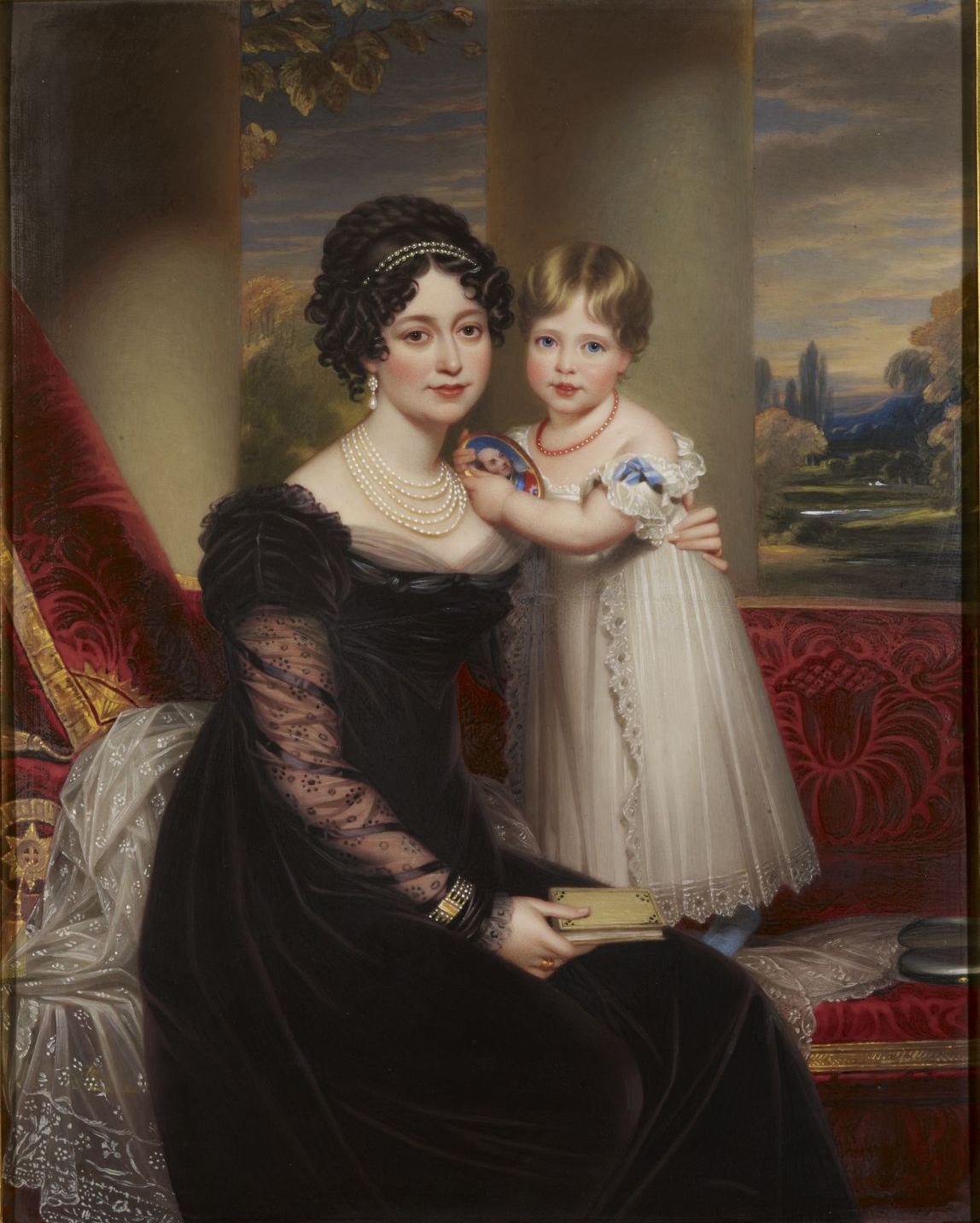
Bà Công tước xứ Kent cùng con gái Victoria.

Điều khoản từ triều đình Anh đưa ra nhằm giúp số nợ từ Công tước xứ Kent được chi trả, và Bà Công tước cùng con gái tiếp tục ở Cung điện Kensington cùng một số người họ hàng khác đang có vấn đề về tài chính. Bà nhận một lượng trợ cấp hạn chế từ Civil list, bởi vì Nghị viện vẫn còn không quên sự phung phí của Công tước xứ Kent quá cố. Lúc này, người thân thiết nhất với bà là Sir John Conroy, là một người từ Ireland và cùng tuổi với bà. Từ trước khi Công tước xứ Kent qua đời, triều đình đã có dị nghị mối quan hệ giữa hai người, và Victoria của Anh về sau cũng từng bị nghi vấn là con ruột của John Conroy hơn là Công tước xứ Kent, do chứng ưa chảy máu (haemophilia) đột ngột xuất hiện từ bà trở đi mà không thấy đối với những người nhà Hannover khác. Về tài chính, bà chủ yếu nhận trợ cấp từ em trai Leopold, với mức £50.000 mỗi năm. Đây là trích ngân từ những món trợ cấp khổng lồ từ Nghị viện Anh trong cuộc hôn nhân cũ giữa Leopold và Công chúa Charlotte, và tại thời điểm ấy, Leopold được nhìn nhận là Vương phu của Nữ vương tương lai. Sau khi Charlotte qua đời, những khoản chi trả này từ Nghị viện vẫn giữ nguyên cho Leopold mà không bị bãi bỏ.

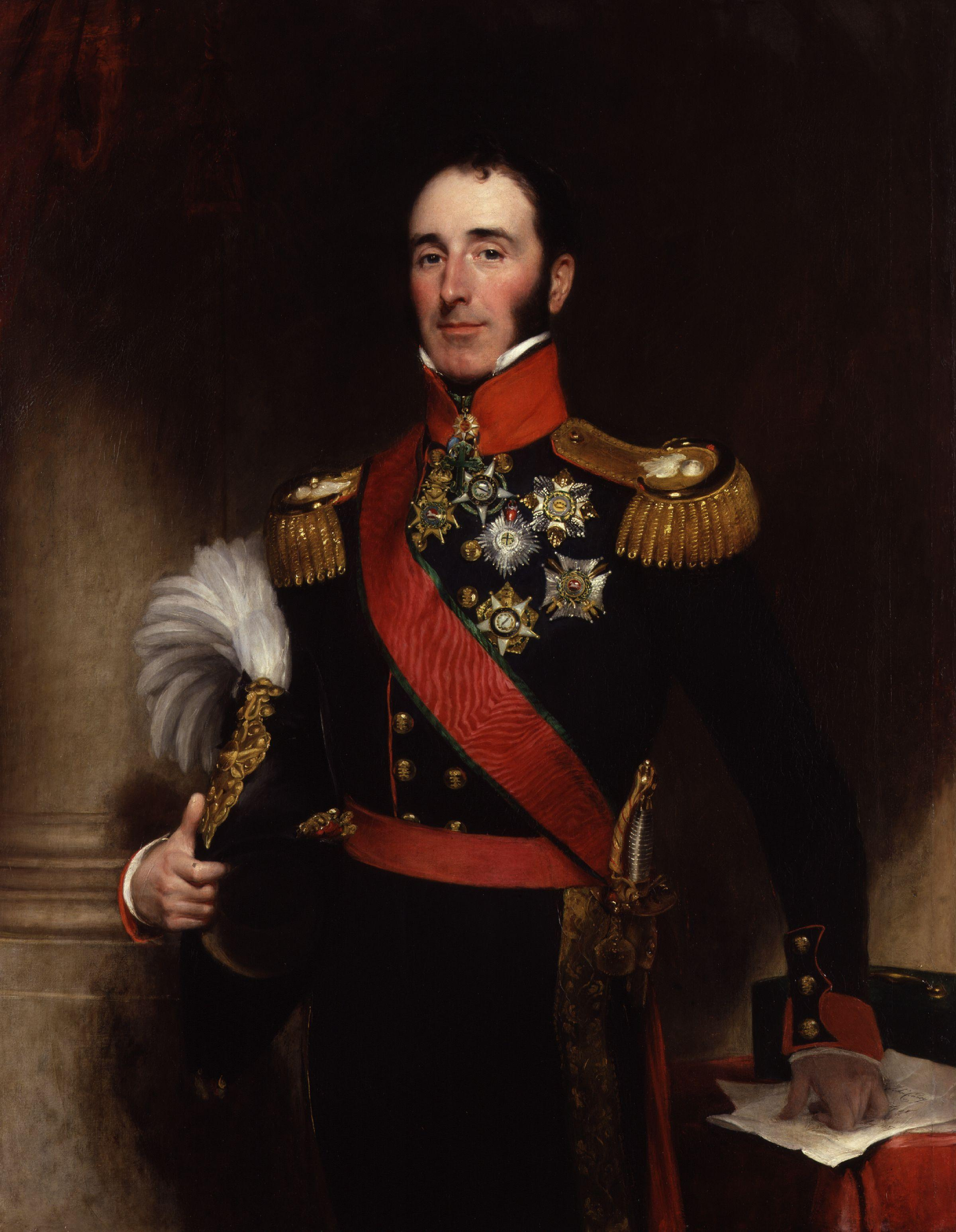
Sir John Conroy.

Năm 1831, George IV qua đời, em trai ngay sau đó của ông là Công tước xứ York đã qua đời trước đó 4 năm, điều này khiến Công tước Clarence trở thành William IV. Lúc này, Tân vương đã 60 tuổi mà vẫn không có người thừa kế hợp pháp, người vợ là Adelheid đã qua 40 tuổi, một lứa tuổi có thể chắc chắn là không thể mang thai. Do đó, Victoria xứ Kent nhỏ bé cùng Bà Công tước ngay lập tức được xem là Trữ quân và nhiếp chính tương lai, điều này dẫn đến sự cải thiện đáng kể mức trợ cấp mà mẹ con bà nhận được từ chính phủ Anh. Vào thời điểm ấy, em trai của Bà Công tước là Leopold trở thành Quốc vương của Bỉ, khiến ông không còn nhận trợ cấp từ chính phủ Anh nữa, nên có thể nói sự thay đổi này của mẹ con Victoria là hiển nhiên.
Cùng một hoàn cảnh bị cô lập về khác biệt ngôn ngữ cùng văn hóa, John Conroy và Bà Công tước càng trở nên thân thiết, điều này khiến Conroy trở thành quản gia và điều phối chính tại Cung điện Kensington trong vòng 19 năm tiếp theo, bên cạnh đó Conroy cũng trở thành người quan trọng thay mặt và cố vấn bà trong các hoạt động ngoại giao và chính trị. Không rõ ai mới là người chịu trách nhiệm cho [Hệ thống Kensington], song sự giáo dục và kiềm chế này đã ám ảnh cả cuộc đời Victoria của Anh về sau, khiến John Conroy và Bà Công tước bị Nữ hoàng xem là thù địch và tỏ ra chán ghét nhất. Mục đích của "hệ thống" này nhằm giả thiết Victoria lên ngôi khi còn trẻ, theo Đạo luật nhiếp chính năm 1830, với tư cách là mẹ của "Nữ vương" thì Bà Công tước sẽ nắm quyền nhiếp chính, như thế thì Conroy dưới sự ảnh hưởng lớn đến Bà Công tước sẽ nắm quyền lực đằng sau ngai vàng, và sẽ có quyền hành tuyệt đối.
Lúc này, John Conroy và Bà Công tước bị triều đình Anh đồn thổi là tình nhân, với người tung tin là Công tước xứ Cumberland, Vua William IV thậm chí còn chế giễu Conroy là [Vua Conroy], ám chỉ đến quan hệ quá mức "vợ chồng" của Bà Công tước và Conroy. Vương hậu Adelaide, có tính nhu mì và hòa giải, thậm chí đã viết thư khuyên em dâu mình không nên tiếp tục trao cho Conroy quá nhiều quyền hạn. Với Hệ thống Kensington, Victoria không được tùy tiện gặp gỡ ai mà không có sự đồng ý của Bà Công tước cùng John Conroy, trong thời gian ấy Victoria cũng không thể tùy tiện đọc những cuốn sách tri thức ngoài sự cho phép của hai người, và khi ngủ cũng như di chuyển cũng đều phải có người hộ tống. Hệ thống này được đánh giá là nhằm khiến khả năng tự lập và tư duy của Victoria bị tàn phá, và khiến Bà Công tước cùng John Conroy có quyền hạn ảnh hưởng vĩnh viễn lên Victoria cho dù có làm nhiếp chính hay không.
Bên cạnh đó, Bà Công tước rất khinh rẻ những đứa con hoang của Vua William IV, nhận xét nhà Vua như "một tên đần ám ảnh tình dục" và khiến bà không thích phải dự vào triều đình của nhà Vua, điều này cũng khiến Victoria không thường xuyên gần gũi người bác này. Đây được xem là bên ngoài sự khinh ghét của Bà Công tước, còn có mục đích khiến Victoria không bị tác động nào quá lớn như nhà Vua. Những ảnh hưởng của Bà Công tước và cái nhìn của bà với nhà Vua, được Công tước xứ Wellington quy cho trách nhiệm về John Conroy. Và dù bị xem là tiêu cực và đáng chỉ trích, song những điều này được cho là một sự tác động lớn hình thành [Đạo đức thời Victoria; Victorian morality], một loạt "cử chỉ" điển hình của Victoria về sau khi lẩn tránh và có chiều hướng không ưa những thị phi liên quan đến tình dục không thích hợp.

## Đức bà Vương mẫu
Bà Công tước cùng John Conroy còn mượn lễ đăng quang của Vua William IV để ra mắt Victoria với công chúng, đồng thời khẳng định ngầm vị thế nhiếp chính tương lai của hai người họ. Việc này có hiệu quả ngay sau đó, khi không lâu sau đã có đã có đạo chỉ công khai nhìn nhận việc Bà Công tước làm nhiếp chính là hiển nhiên, nếu Victoria lên ngôi khi chưa quá 18 tuổi.
Khi đã định hình được quyền lực trong tương lai rồi, Bà Công tước sau đó còn cả gan lấy những căn phòng trong Cung điện Kensington - những căn phòng mà nhà Vua dành riêng cho mình khi ông muốn đến trú tại đây. Không dừng lại ở đó, bà còn công khai sỉ nhục những người con hoang của nhà Vua - những người họ FitzClarences. Mặc dù vậy, nhà Vua William IV cùng Vương hậu Adelheid cực kỳ thích con gái Victoria của bà, và họ cũng cố gắng xoa dịu tâm tư của vương tôn nữ nhỏ, đứa trẻ còn chưa 18 tuổi nhưng đầy tâm trạng dằn xé do mối quan hệ giữa mẹ và nhà Vua, cũng như sự áp chế quá mức của John Conroy với sự đồng thuận của mẹ mình. Vua William, vào sinh nhật cuối cùng của mình vào tháng 8 năm 1836, đã công nhiên ngay tại bữa tiệc - nơi có sự góp mặt của cả Victoria và Bà Công tước, để bày tỏ niềm vui mình còn sống khi Victoria đủ 18 tuổi, và tuyên bố Bà Công tước không có quyền nhiếp chính. Ông nói, dõng dạc và rành mạch:

I trust to God that my life may be spared for nine months longer... I should then have the satisfaction of leaving the exercise of the Royal authority to the personal authority of that young lady, heiress presumptive to the Crown, and not in the hands of a person now near me, who is surrounded by evil advisers and is herself incompetent to act with propriety in the situation in which she would be placed.
.

Ta đã cầu xin Chúa rằng hãy ban cho sinh mệnh của mình thêm 9 tháng nữa... Và tạ Chúa lòng lành, ta đã có thể yên tâm mà giao phó Uy quyền của vương triều dành riêng, và chỉ riêng cho cô nương trẻ tuổi đó, người thừa kế hợp pháp lâm thời của Ngai vàng, mà không phải vào tay của một người, ngay đây và giờ phút này, đang ở gần cạnh ta, nhưng lại bị bao vây bởi những cố vấn độc ác, cũng như bản thân bà ta không thể hành xử đúng mực với vị thế của mình.
Dù nhà Vua công khai chỉ trích Bà Công tước, Victoria vẫn không vì thế mà hiềm khích với nhà Vua, nhìn chung thì bà đều muốn hàn gắn quan hệ giữa nhà Vua và mẹ mình. Từ trước, John Conroy không hề nghĩ William IV sẽ sống lâu đến khi Victoria trưởng thành, do đó ông chỉ chú ý bồi đắp quan hệ với Bà Công tước mà hoàn toàn khống chế ra mặt Victoria. Nay tình huống mất cả chì lẫn chài, Conroy ép Victoria phải phong ông làm Thư ký riêng khi lên ngôi Nữ vương, song Victoria cự tuyệt mạnh mẽ. Sau đó, Bà Công tước lại đứng về phía Conroy khi thuyết phục, thậm chí là ép buộc, Victoria phải ký vào đơn chấp thuận bổ nhiệm Conroy làm Thư ký riêng.

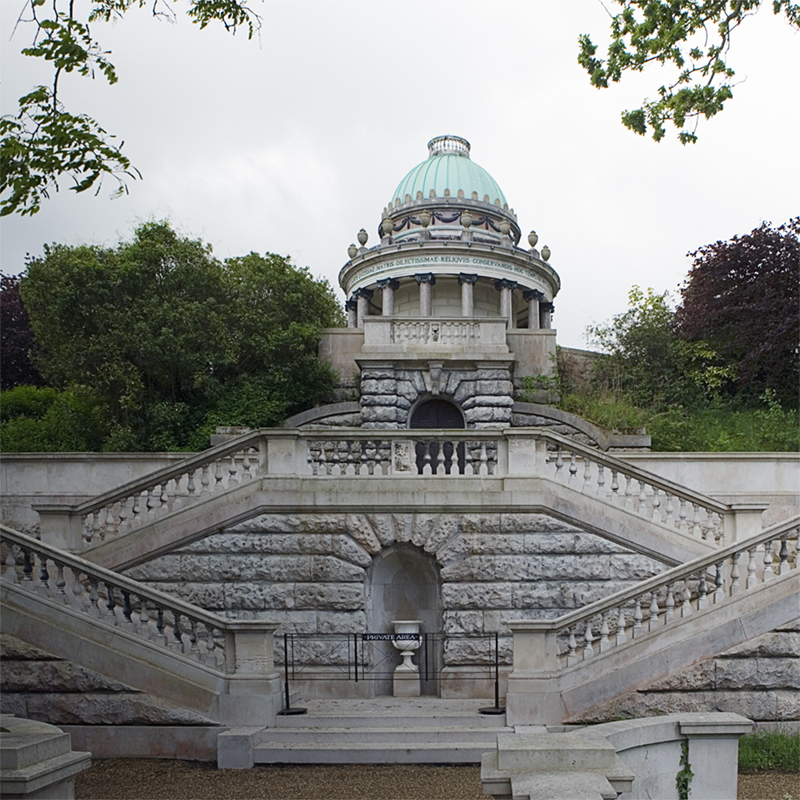
Lăng của Bà Công tước xứ Kent tại Frogmore.

Chính điều này đã tổn thương sâu sắc tình mẹ con giữa Victoria và mẹ mình, thứ mà chỉ đến khi Bà Công tước mất, Victoria mới cảm thấy hối hận vì đã ruồng bỏ. Khi vừa lên ngôi, Victoria đã yêu cầu Bà Công tước ra khỏi tầm mắt của mình, cách xa mình và bà gần như là bị lưu đày. Thời kỳ này Bà Công tước cũng không có hoạt động gì, và vấn đề tài chính ngày càng khó khăn khi John Conroy đã làm lũng đoạn và bỏ đi đến Châu Âu đại lục do lệnh lưu đày của Nữ vương. Vị trí đứng đầu Hộ quản gia của Nữ vương được giao cho Nữ Nam tước Lehzen - người xem thường Bà Công tước và Conroy vì Hệ thống Kensington. Khi con gái đầu lòng của Victoria được sinh ra, Vương nữ Vương thất, Bà Công tước được rước về bên cạnh Nữ vương, được cho là nỗ lực hàn gắn của Vương phu, đồng thời là cháu trai của bà, Vương tế Albrecht. Theo nhận xét đương thời, Bà Công tước từ sau khi hàn gắn với con gái mình, đã rất chuyên tâm làm một người bà yêu thương của các cháu, và mối quan hệ giữa bà cùng con gái chưa bao giờ tốt đẹp hơn.
Năm 1861, ngày 16 tháng 3, Bà Công tước qua đời vào 09h30, thọ 74 tuổi. Cái chết của bà tác động mạnh tới Victoria, và theo như những dòng nhật ký của mẹ mình, Victoria phát hiện Bà Công tước yêu thương bà rất nhiều, đồng thời đổ lỗi cho Conroy và Lehzen vì những âm mưu đen tối và bỉ ổi nhằm ly gián hai mẹ con. Bà được xây mộ riêng ở Frogmore, gần Lâu đài Windsor. Hai vợ chồng Victoria còn cho khắc tranh gương trên Nhà thờ riêng của Nữ vương ở Công viên lớn Windsor để tưởng nhớ bà.

## Lời đồn thổi
Một số nhà sử học nổi tiếng, bao gồm Andrew Norman Wilson, cho rằng cha của Victoria của Anh không thể là Công tước xứ Kent. Những người ủng hộ luận điểm này chỉ ra việc các hậu duệ của Victoria của Anh không còn mắc chứng Porphyria (một bệnh rối loạn máu di truyền trong vương tộc Anh trước đó). Thứ đến là sự xuất hiện của chứng máu khó đông ở các hậu duệ của Victoria. Đặc biệt, trước Victoria chưa từng có thành viên vương thất Anh nào được ghi chép mắc chứng bệnh này.
Trong thực tế, dựa trên thuyết đó thì tình nhân của bà phải mang trong người chứng bệnh máu khó đông - một khả năng cực kỳ khó xảy ra vì bệnh này "truyền qua nữ hệ" là chính nhưng lại không phát bệnh ở nữ mà chủ yếu ở nam. Với tình trạng y học tại thời điểm đó thì việc tình nhân của Bà Công tước sống đến tuổi trưởng thành là không thể. Trừ phi chính Bà Công tước mới là người mang chứng máu khó đông (có thể di truyền từ mẹ) và truyền lại cho con cháu. Không có bằng chứng nào được đưa ra để chứng minh tính chân thực của thuyết này, và thực tế chứng máu khó đông vốn xuất hiện một cách tự phát thông qua đột biến trong ít nhất 30% trường hợp.
Trong cuốn sách "Bí ẩn tím" của John Röhl - nhà sử học chuyên nghiên cứu về chế độ quân chủ châu Âu - có ghi chép về việc Princess Charlotte của Phổ (con gái Hoàng hậu Victoria của Đức và cháu ngoại Victoria của Anh) có xuất hiện triệu chứng của Porphyria. Kế đến là Princess Feodora của Sachsen-Meiningen, con gái Princess Charlotte, cũng mắc phải bệnh này do di truyền từ mẹ. Prince William xứ Gloucester, con trai của Prince Henry, Công tước xứ Gloucester và Princess Alice, từng được chẩn đoán mắc Porphyria không lâu trước khi ông thiệt mạng trong vụ tai nạn máy bay năm 1972.

## Tổ tiên
| \| \| \| \| \| \| \| \| \| \| \| \| \| \| 16. Johann Ernst xứ Sachsen-Saalfeld \| \| \| \| \| \| \| \| \| \| \| \| \| \| \| \| \| \| \| \| \| \| \| \| \| \| \| \| \| \| \| \| \| \| \| \| \| \| \| \| \| \| \| \| \| \| \| \| \| \| \| \| \| \| \| \| \| \| \| \| 8. Franz Josias xứ Sachsen-Coburg-Saalfeld \| \| \| \| \| \| \| \| \| \| \| \| \| \| \| \| \| \| \| \| \| \| \| \| \| \| \| \| \| \| \| \| \| \| \| \| \| \| \| \| \| \| \| \| \| \| \| \| \| \| \| \| \| \| \| \| \| \| \| \| \| \| \| \| \| \| \| \| \| \| \| \| 17. Charlotte Johanna xứ Waldeck-Wildungen \| \| \| \| \| \| \| \| \| \| \| \| \| \| \| \| \| \| \| \| \| \| \| \| \| \| \| \| \| \| \| \| \| \| \| \| \| \| \| \| \| \| \| \| \| \| \| \| \| \| \| \| \| \| \| \| \| \| \| \| \| \| \| \| \| \| \| \| \| \| \| \| 4. Ernst Friedrich xứ Sachsen-Coburg-Saalfeld \| \| \| \| \| \| \| \| \| \| \| \| \| \| \| \| \| \| \| \| \| \| \| \| \| \| \| \| \| \| \| \| \| \| \| \| \| \| \| \| \| \| \| \| \| \| \| \| \| \| \| \| \| \| \| \| \| \| \| \| \| \| \| \| \| \| \| \| \| \| \| \| 18. Ludwig Friedrich I xứ Schwarzburg-Rudolstadt \| \| \| \| \| \| \| \| \| \| \| \| \| \| \| \| \| \| \| \| \| \| \| \| \| \| \| \| \| \| \| \| \| \| \| \| \| \| \| \| \| \| \| \| \| \| \| \| \| \| \| \| \| \| \| \| \| \| \| \| \| \| \| \| \| \| \| \| \| \| \| \| 9. Anna Sophia xứ Schwarzburg-Rudolstadt \| \| \| \| \| \| \| \| \| \| \| \| \| \| \| \| \| \| \| \| \| \| \| \| \| \| \| \| \| \| \| \| \| \| \| \| \| \| \| \| \| \| \| \| \| \| \| \| \| \| \| \| \| \| \| \| \| \| \| \| \| \| \| \| \| \| \| \| \| \| \| \| 19. Anna Sophie xứ Sachsen-Gotha-Altenburg \| \| \| \| \| \| \| \| \| \| \| \| \| \| \| \| \| \| \| \| \| \| \| \| \| \| \| \| \| \| \| \| \| \| \| \| \| \| \| \| \| \| \| \| \| \| \| \| \| \| \| \| \| \| \| \| \| \| \| \| \| \| \| \| \| \| \| \| \| \| \| \| 2. Franz I xứ Sachsen-Coburg-Saalfeld \| \| \| \| \| \| \| \| \| \| \| \| \| \| \| \| \| \| \| \| \| \| \| \| \| \| \| \| \| \| \| \| \| \| \| \| \| \| \| \| \| \| \| \| \| \| \| \| \| \| \| \| \| \| \| \| \| \| \| \| \| \| \| \| \| \| \| \| \| \| \| \| 20. Ferdinand Albrecht I xứ Braunschweig-Wolfenbüttel-Bevern \| \| \| \| \| \| \| \| \| \| \| \| \| \| \| \| \| \| \| \| \| \| \| \| \| \| \| \| \| \| \| \| \| \| \| \| \| \| \| \| \| \| \| \| \| \| \| \| \| \| \| \| \| \| \| \| \| \| \| \| \| \| \| \| \| \| \| \| \| \| \| \| 10. Ferdinand Albrecht II xứ Braunschweig-Wolfenbüttel \| \| \| \| \| \| \| \| \| \| \| \| \| \| \| \| \| \| \| \| \| \| \| \| \| \| \| \| \| \| \| \| \| \| \| \| \| \| \| \| \| \| \| \| \| \| \| \| \| \| \| \| \| \| \| \| \| \| \| \| \| \| \| \| \| \| \| \| \| \| \| \| 21. Christine xứ Hessen-Eschwege \| \| \| \| \| \| \| \| \| \| \| \| \| \| \| \| \| \| \| \| \| \| \| \| \| \| \| \| \| \| \| \| \| \| \| \| \| \| \| \| \| \| \| \| \| \| \| \| \| \| \| \| \| \| \| \| \| \| \| \| \| \| \| \| \| \| \| \| \| \| \| \| 5. Sophie Antoinette xứ Braunschweig-Wolfenbüttel \| \| \| \| \| \| \| \| \| \| \| \| \| \| \| \| \| \| \| \| \| \| \| \| \| \| \| \| \| \| \| \| \| \| \| \| \| \| \| \| \| \| \| \| \| \| \| \| \| \| \| \| \| \| \| \| \| \| \| \| \| \| \| \| \| \| \| \| \| \| \| \| 22. Ludwig Rudolf xứ Braunschweig-Wolfenbüttel \| \| \| \| \| \| \| \| \| \| \| \| \| \| \| \| \| \| \| \| \| \| \| \| \| \| \| \| \| \| \| \| \| \| \| \| \| \| \| \| \| \| \| \| \| \| \| \| \| \| \| \| \| \| \| \| \| \| \| \| \| \| \| \| \| \| \| \| \| \| \| \| 11. Antoinette Amalie xứ Braunschweig-Wolfenbüttel \| \| \| \| \| \| \| \| \| \| \| \| \| \| \| \| \| \| \| \| \| \| \| \| \| \| \| \| \| \| \| \| \| \| \| \| \| \| \| \| \| \| \| \| \| \| \| \| \| \| \| \| \| \| \| \| \| \| \| \| \| \| \| \| \| \| \| \| \| \| \| \| 23. Christine Luise xứ Oettingen-Oettingen \| \| \| \| \| \| \| \| \| \| \| \| \| \| \| \| \| \| \| \| \| \| \| \| \| \| \| \| \| \| \| \| \| \| \| \| \| \| \| \| \| \| \| \| \| \| \| \| \| \| \| \| \| \| \| \| \| \| \| \| \| \| \| \| \| \| \| \| \| \| \| \| 1. Victorie xứ Sachsen-Coburg-Saalfeld \| \| \| \| \| \| \| \| \| \| \| \| \| \| \| \| \| \| \| \| \| \| \| \| \| \| \| \| \| \| \| \| \| \| \| \| \| \| \| \| \| \| \| \| \| \| \| \| \| \| \| \| \| \| \| \| \| \| \| \| \| \| \| \| \| \| \| \| \| \| \| \| 24. Heinrich X xứ Reuß-Ebersdorf \| \| \| \| \| \| \| \| \| \| \| \| \| \| \| \| \| \| \| \| \| \| \| \| \| \| \| \| \| \| \| \| \| \| \| \| \| \| \| \| \| \| \| \| \| \| \| \| \| \| \| \| \| \| \| \| \| \| \| \| \| \| \| \| \| \| \| \| \| \| \| \| 12. Heinrich XXIX xứ Reuß-Ebersdorf \| \| \| \| \| \| \| \| \| \| \| \| \| \| \| \| \| \| \| \| \| \| \| \| \| \| \| \| \| \| \| \| \| \| \| \| \| \| \| \| \| \| \| \| \| \| \| \| \| \| \| \| \| \| \| \| \| \| \| \| \| \| \| \| \| \| \| \| \| \| \| \| 25. Erdmuthe Benigna Reuß xứ Ebersdorf \| \| \| \| \| \| \| \| \| \| \| \| \| \| \| \| \| \| \| \| \| \| \| \| \| \| \| \| \| \| \| \| \| \| \| \| \| \| \| \| \| \| \| \| \| \| \| \| \| \| \| \| \| \| \| \| \| \| \| \| \| \| \| \| \| \| \| \| \| \| \| \| 6. Heinrich XXIV xứ Reuß-Ebersdorf \| \| \| \| \| \| \| \| \| \| \| \| \| \| \| \| \| \| \| \| \| \| \| \| \| \| \| \| \| \| \| \| \| \| \| \| \| \| \| \| \| \| \| \| \| \| \| \| \| \| \| \| \| \| \| \| \| \| \| \| \| \| \| \| \| \| \| \| \| \| \| \| 26. Wolfgang Dietrich xứ Castell-Remlingen \| \| \| \| \| \| \| \| \| \| \| \| \| \| \| \| \| \| \| \| \| \| \| \| \| \| \| \| \| \| \| \| \| \| \| \| \| \| \| \| \| \| \| \| \| \| \| \| \| \| \| \| \| \| \| \| \| \| \| \| \| \| \| \| \| \| \| \| \| \| \| \| 13. Sophie Theodora xứ Castell-Remlingen \| \| \| \| \| \| \| \| \| \| \| \| \| \| \| \| \| \| \| \| \| \| \| \| \| \| \| \| \| \| \| \| \| \| \| \| \| \| \| \| \| \| \| \| \| \| \| \| \| \| \| \| \| \| \| \| \| \| \| \| \| \| \| \| \| \| \| \| \| \| \| \| 27. Dorothea Renate xứ Zinzendorf und Pottendorf \| \| \| \| \| \| \| \| \| \| \| \| \| \| \| \| \| \| \| \| \| \| \| \| \| \| \| \| \| \| \| \| \| \| \| \| \| \| \| \| \| \| \| \| \| \| \| \| \| \| \| \| \| \| \| \| \| \| \| \| \| \| \| \| \| \| \| \| \| \| \| \| 3. Auguste Reuß xứ Ebersdorf \| \| \| \| \| \| \| \| \| \| \| \| \| \| \| \| \| \| \| \| \| \| \| \| \| \| \| \| \| \| \| \| \| \| \| \| \| \| \| \| \| \| \| \| \| \| \| \| \| \| \| \| \| \| \| \| \| \| \| \| \| \| \| \| \| \| \| \| \| \| \| \| 28. Georg Albrecht II xứ Erbach-Fürstenau \| \| \| \| \| \| \| \| \| \| \| \| \| \| \| \| \| \| \| \| \| \| \| \| \| \| \| \| \| \| \| \| \| \| \| \| \| \| \| \| \| \| \| \| \| \| \| \| \| \| \| \| \| \| \| \| \| \| \| \| \| \| \| \| \| \| \| \| \| \| \| \| 14. Georg August xứ Erbach-Schönberg \| \| \| \| \| \| \| \| \| \| \| \| \| \| \| \| \| \| \| \| \| \| \| \| \| \| \| \| \| \| \| \| \| \| \| \| \| \| \| \| \| \| \| \| \| \| \| \| \| \| \| \| \| \| \| \| \| \| \| \| \| \| \| \| \| \| \| \| \| \| \| \| 29. Anna Dorothea Christina xứ Hohenlohe-Waldenburg \| \| \| \| \| \| \| \| \| \| \| \| \| \| \| \| \| \| \| \| \| \| \| \| \| \| \| \| \| \| \| \| \| \| \| \| \| \| \| \| \| \| \| \| \| \| \| \| \| \| \| \| \| \| \| \| \| \| \| \| \| \| \| \| \| \| \| \| \| \| \| \| 7. Caroline Ernestine xứ Erbach-Schönberg \| \| \| \| \| \| \| \| \| \| \| \| \| \| \| \| \| \| \| \| \| \| \| \| \| \| \| \| \| \| \| \| \| \| \| \| \| \| \| \| \| \| \| \| \| \| \| \| \| \| \| \| \| \| \| \| \| \| \| \| \| \| \| \| \| \| \| \| \| \| \| \| 30. Ludwig Christian xứ Stolberg-Gedern \| \| \| \| \| \| \| \| \| \| \| \| \| \| \| \| \| \| \| \| \| \| \| \| \| \| \| \| \| \| \| \| \| \| \| \| \| \| \| \| \| \| \| \| \| \| \| \| \| \| \| \| \| \| \| \| \| \| \| \| \| \| \| \| \| \| \| \| \| \| \| \| 15. Ferdinande Henriette xứ Stolberg-Gedern \| \| \| \| \| \| \| \| \| \| \| \| \| \| \| \| \| \| \| \| \| \| \| \| \| \| \| \| \| \| \| \| \| \| \| \| \| \| \| \| \| \| \| \| \| \| \| \| \| \| \| \| \| \| \| \| \| \| \| \| \| \| \| \| \| \| \| \| \| \| \| \| 31. Christine Eleonore xứ Mecklenburg-Güstrow \| \| \| \| \| \| \| \| \| \| \| \| \| \| \| \| \| \| \| \| \| \| \| \| \| \| \| \| \| \| \| \| \| \| \| \| \| \| \| \| \| \| \| \| \| \| \| \| \| \| \| \| |                                                              |  |  |  |  |  |  |  |  |  |  |  |                                      |  |  |  |
| |                                                              |  |  |  |  |  |  |  |  |  |  |  | 16. Johann Ernst xứ Sachsen-Saalfeld |  |  |  |
| |                                                              |  |  |  |  |  |  |  |  |  |  |  |                                      |  |  |  |
| |                                                              |  |  |  |  |  |  |  |  |  |  |  |                                      |  |  |  |
| |                                                              |  |  |  |  |  |  |  |  |  |  |  |                                      |  |  |  |
| | 8. Franz Josias xứ Sachsen-Coburg-Saalfeld                   |  |  |  |  |  |  |  |  |  |  |  |                                      |  |  |  |
| |                                                              |  |  |  |  |  |  |  |  |  |  |  |                                      |  |  |  |
| |                                                              |  |  |  |  |  |  |  |  |  |  |  |                                      |  |  |  |
| |                                                              |  |  |  |  |  |  |  |  |  |  |  |                                      |  |  |  |
| | 17. Charlotte Johanna xứ Waldeck-Wildungen                   |  |  |  |  |  |  |  |  |  |  |  |                                      |  |  |  |
| |                                                              |  |  |  |  |  |  |  |  |  |  |  |                                      |  |  |  |
| |                                                              |  |  |  |  |  |  |  |  |  |  |  |                                      |  |  |  |
| |                                                              |  |  |  |  |  |  |  |  |  |  |  |                                      |  |  |  |
| | 4. Ernst Friedrich xứ Sachsen-Coburg-Saalfeld                |  |  |  |  |  |  |  |  |  |  |  |                                      |  |  |  |
| |                                                              |  |  |  |  |  |  |  |  |  |  |  |                                      |  |  |  |
| |                                                              |  |  |  |  |  |  |  |  |  |  |  |                                      |  |  |  |
| |                                                              |  |  |  |  |  |  |  |  |  |  |  |                                      |  |  |  |
| | 18. Ludwig Friedrich I xứ Schwarzburg-Rudolstadt             |  |  |  |  |  |  |  |  |  |  |  |                                      |  |  |  |
| |                                                              |  |  |  |  |  |  |  |  |  |  |  |                                      |  |  |  |
| |                                                              |  |  |  |  |  |  |  |  |  |  |  |                                      |  |  |  |
| |                                                              |  |  |  |  |  |  |  |  |  |  |  |                                      |  |  |  |
| | 9. Anna Sophia xứ Schwarzburg-Rudolstadt                     |  |  |  |  |  |  |  |  |  |  |  |                                      |  |  |  |
| |                                                              |  |  |  |  |  |  |  |  |  |  |  |                                      |  |  |  |
| |                                                              |  |  |  |  |  |  |  |  |  |  |  |                                      |  |  |  |
| |                                                              |  |  |  |  |  |  |  |  |  |  |  |                                      |  |  |  |
| | 19. Anna Sophie xứ Sachsen-Gotha-Altenburg                   |  |  |  |  |  |  |  |  |  |  |  |                                      |  |  |  |
| |                                                              |  |  |  |  |  |  |  |  |  |  |  |                                      |  |  |  |
| |                                                              |  |  |  |  |  |  |  |  |  |  |  |                                      |  |  |  |
| |                                                              |  |  |  |  |  |  |  |  |  |  |  |                                      |  |  |  |
| | 2. Franz I xứ Sachsen-Coburg-Saalfeld                        |  |  |  |  |  |  |  |  |  |  |  |                                      |  |  |  |
| |                                                              |  |  |  |  |  |  |  |  |  |  |  |                                      |  |  |  |
| |                                                              |  |  |  |  |  |  |  |  |  |  |  |                                      |  |  |  |
| |                                                              |  |  |  |  |  |  |  |  |  |  |  |                                      |  |  |  |
| | 20. Ferdinand Albrecht I xứ Braunschweig-Wolfenbüttel-Bevern |  |  |  |  |  |  |  |  |  |  |  |                                      |  |  |  |
| |                                                              |  |  |  |  |  |  |  |  |  |  |  |                                      |  |  |  |
| |                                                              |  |  |  |  |  |  |  |  |  |  |  |                                      |  |  |  |
| |                                                              |  |  |  |  |  |  |  |  |  |  |  |                                      |  |  |  |
| | 10. Ferdinand Albrecht II xứ Braunschweig-Wolfenbüttel       |  |  |  |  |  |  |  |  |  |  |  |                                      |  |  |  |
| |                                                              |  |  |  |  |  |  |  |  |  |  |  |                                      |  |  |  |
| |                                                              |  |  |  |  |  |  |  |  |  |  |  |                                      |  |  |  |
| |                                                              |  |  |  |  |  |  |  |  |  |  |  |                                      |  |  |  |
| | 21. Christine xứ Hessen-Eschwege                             |  |  |  |  |  |  |  |  |  |  |  |                                      |  |  |  |
| |                                                              |  |  |  |  |  |  |  |  |  |  |  |                                      |  |  |  |
| |                                                              |  |  |  |  |  |  |  |  |  |  |  |                                      |  |  |  |
| |                                                              |  |  |  |  |  |  |  |  |  |  |  |                                      |  |  |  |
| | 5. Sophie Antoinette xứ Braunschweig-Wolfenbüttel            |  |  |  |  |  |  |  |  |  |  |  |                                      |  |  |  |
| |                                                              |  |  |  |  |  |  |  |  |  |  |  |                                      |  |  |  |
| |                                                              |  |  |  |  |  |  |  |  |  |  |  |                                      |  |  |  |
| |                                                              |  |  |  |  |  |  |  |  |  |  |  |                                      |  |  |  |
| | 22. Ludwig Rudolf xứ Braunschweig-Wolfenbüttel               |  |  |  |  |  |  |  |  |  |  |  |                                      |  |  |  |
| |                                                              |  |  |  |  |  |  |  |  |  |  |  |                                      |  |  |  |
| |                                                              |  |  |  |  |  |  |  |  |  |  |  |                                      |  |  |  |
| |                                                              |  |  |  |  |  |  |  |  |  |  |  |                                      |  |  |  |
| | 11. Antoinette Amalie xứ Braunschweig-Wolfenbüttel           |  |  |  |  |  |  |  |  |  |  |  |                                      |  |  |  |
| |                                                              |  |  |  |  |  |  |  |  |  |  |  |                                      |  |  |  |
| |                                                              |  |  |  |  |  |  |  |  |  |  |  |                                      |  |  |  |
| |                                                              |  |  |  |  |  |  |  |  |  |  |  |                                      |  |  |  |
| | 23. Christine Luise xứ Oettingen-Oettingen                   |  |  |  |  |  |  |  |  |  |  |  |                                      |  |  |  |
| |                                                              |  |  |  |  |  |  |  |  |  |  |  |                                      |  |  |  |
| |                                                              |  |  |  |  |  |  |  |  |  |  |  |                                      |  |  |  |
| |                                                              |  |  |  |  |  |  |  |  |  |  |  |                                      |  |  |  |
| | 1. Victorie xứ Sachsen-Coburg-Saalfeld                       |  |  |  |  |  |  |  |  |  |  |  |                                      |  |  |  |
| |                                                              |  |  |  |  |  |  |  |  |  |  |  |                                      |  |  |  |
| |                                                              |  |  |  |  |  |  |  |  |  |  |  |                                      |  |  |  |
| |                                                              |  |  |  |  |  |  |  |  |  |  |  |                                      |  |  |  |
| | 24. Heinrich X xứ Reuß-Ebersdorf                             |  |  |  |  |  |  |  |  |  |  |  |                                      |  |  |  |
| |                                                              |  |  |  |  |  |  |  |  |  |  |  |                                      |  |  |  |
| |                                                              |  |  |  |  |  |  |  |  |  |  |  |                                      |  |  |  |
| |                                                              |  |  |  |  |  |  |  |  |  |  |  |                                      |  |  |  |
| | 12. Heinrich XXIX xứ Reuß-Ebersdorf                          |  |  |  |  |  |  |  |  |  |  |  |                                      |  |  |  |
| |                                                              |  |  |  |  |  |  |  |  |  |  |  |                                      |  |  |  |
| |                                                              |  |  |  |  |  |  |  |  |  |  |  |                                      |  |  |  |
| |                                                              |  |  |  |  |  |  |  |  |  |  |  |                                      |  |  |  |
| | 25. Erdmuthe Benigna Reuß xứ Ebersdorf                       |  |  |  |  |  |  |  |  |  |  |  |                                      |  |  |  |
| |                                                              |  |  |  |  |  |  |  |  |  |  |  |                                      |  |  |  |
| |                                                              |  |  |  |  |  |  |  |  |  |  |  |                                      |  |  |  |
| |                                                              |  |  |  |  |  |  |  |  |  |  |  |                                      |  |  |  |
| | 6. Heinrich XXIV xứ Reuß-Ebersdorf                           |  |  |  |  |  |  |  |  |  |  |  |                                      |  |  |  |
| |                                                              |  |  |  |  |  |  |  |  |  |  |  |                                      |  |  |  |
| |                                                              |  |  |  |  |  |  |  |  |  |  |  |                                      |  |  |  |
| |                                                              |  |  |  |  |  |  |  |  |  |  |  |                                      |  |  |  |
| | 26. Wolfgang Dietrich xứ Castell-Remlingen                   |  |  |  |  |  |  |  |  |  |  |  |                                      |  |  |  |
| |                                                              |  |  |  |  |  |  |  |  |  |  |  |                                      |  |  |  |
| |                                                              |  |  |  |  |  |  |  |  |  |  |  |                                      |  |  |  |
| |                                                              |  |  |  |  |  |  |  |  |  |  |  |                                      |  |  |  |
| | 13. Sophie Theodora xứ Castell-Remlingen                     |  |  |  |  |  |  |  |  |  |  |  |                                      |  |  |  |
| |                                                              |  |  |  |  |  |  |  |  |  |  |  |                                      |  |  |  |
| |                                                              |  |  |  |  |  |  |  |  |  |  |  |                                      |  |  |  |
| |                                                              |  |  |  |  |  |  |  |  |  |  |  |                                      |  |  |  |
| | 27. Dorothea Renate xứ Zinzendorf und Pottendorf             |  |  |  |  |  |  |  |  |  |  |  |                                      |  |  |  |
| |                                                              |  |  |  |  |  |  |  |  |  |  |  |                                      |  |  |  |
| |                                                              |  |  |  |  |  |  |  |  |  |  |  |                                      |  |  |  |
| |                                                              |  |  |  |  |  |  |  |  |  |  |  |                                      |  |  |  |
| | 3. Auguste Reuß xứ Ebersdorf                                 |  |  |  |  |  |  |  |  |  |  |  |                                      |  |  |  |
| |                                                              |  |  |  |  |  |  |  |  |  |  |  |                                      |  |  |  |
| |                                                              |  |  |  |  |  |  |  |  |  |  |  |                                      |  |  |  |
| |                                                              |  |  |  |  |  |  |  |  |  |  |  |                                      |  |  |  |
| | 28. Georg Albrecht II xứ Erbach-Fürstenau                    |  |  |  |  |  |  |  |  |  |  |  |                                      |  |  |  |
| |                                                              |  |  |  |  |  |  |  |  |  |  |  |                                      |  |  |  |
| |                                                              |  |  |  |  |  |  |  |  |  |  |  |                                      |  |  |  |
| |                                                              |  |  |  |  |  |  |  |  |  |  |  |                                      |  |  |  |
| | 14. Georg August xứ Erbach-Schönberg                         |  |  |  |  |  |  |  |  |  |  |  |                                      |  |  |  |
| |                                                              |  |  |  |  |  |  |  |  |  |  |  |                                      |  |  |  |
| |                                                              |  |  |  |  |  |  |  |  |  |  |  |                                      |  |  |  |
| |                                                              |  |  |  |  |  |  |  |  |  |  |  |                                      |  |  |  |
| | 29. Anna Dorothea Christina xứ Hohenlohe-Waldenburg          |  |  |  |  |  |  |  |  |  |  |  |                                      |  |  |  |
| |                                                              |  |  |  |  |  |  |  |  |  |  |  |                                      |  |  |  |
| |                                                              |  |  |  |  |  |  |  |  |  |  |  |                                      |  |  |  |
| |                                                              |  |  |  |  |  |  |  |  |  |  |  |                                      |  |  |  |
| | 7. Caroline Ernestine xứ Erbach-Schönberg                    |  |  |  |  |  |  |  |  |  |  |  |                                      |  |  |  |
| |                                                              |  |  |  |  |  |  |  |  |  |  |  |                                      |  |  |  |
| |                                                              |  |  |  |  |  |  |  |  |  |  |  |                                      |  |  |  |
| |                                                              |  |  |  |  |  |  |  |  |  |  |  |                                      |  |  |  |
| | 30. Ludwig Christian xứ Stolberg-Gedern                      |  |  |  |  |  |  |  |  |  |  |  |                                      |  |  |  |
| |                                                              |  |  |  |  |  |  |  |  |  |  |  |                                      |  |  |  |
| |                                                              |  |  |  |  |  |  |  |  |  |  |  |                                      |  |  |  |
| |                                                              |  |  |  |  |  |  |  |  |  |  |  |                                      |  |  |  |
| | 15. Ferdinande Henriette xứ Stolberg-Gedern                  |  |  |  |  |  |  |  |  |  |  |  |                                      |  |  |  |
| |                                                              |  |  |  |  |  |  |  |  |  |  |  |                                      |  |  |  |
| |                                                              |  |  |  |  |  |  |  |  |  |  |  |                                      |  |  |  |
| |                                                              |  |  |  |  |  |  |  |  |  |  |  |                                      |  |  |  |
| | 31. Christine Eleonore xứ Mecklenburg-Güstrow                |  |  |  |  |  |  |  |  |  |  |  |                                      |  |  |  |
| |                                                              |  |  |  |  |  |  |  |  |  |  |  |                                      |  |  |  |
| |                                                              |  |  |  |  |  |  |  |  |  |  |  |                                      |  |  |  |

## Hậu duệ
| Tên                                                         | Chân dung | Ngày sinh và ngày mất                                | Ghi chú |
| ----------------------------------------------------------- | --------- | ---------------------------------------------------- | --- |
| Với Emich Carl, Thân vương xứ Leiningen                     |           |                                                      | |
| Carl, Thân vương xứ Leiningen                               |           | 12 tháng 9 năm 1804 - 13 tháng 11 năm 1856 (52 tuổi) | Trở thành Thủ tướng đầu tiên của chính quyền Provisorische Zentralgewalt của Đế quốc Đức. Kết hôn với Nữ Bá tước Maria Klebelsberg. Có hậu duệ.                    |
| Feodora, Thân vương phi xứ Hohenlohe-Langenburg             |           | 7 tháng 12 năm 1807 - 23 tháng 9 năm 1872 (64 tuổi)  | Kết hôn với Ernst I, Thân vương xứ Hohenlohe-Langenburg. Có hậu duệ. Bà là một tổ tiên theo bên mẹ của Carl XVI Gustaf của Thụy Điển và Felipe VI của Tây Ban Nha. |
| Với Edward của Liên hiệp Anh và Hannover, Công tước xứ Kent |           |                                                      | |
| Victoria, Nữ vương của Liên hiệp Anh và Nữ hoàng Ấn Độ      |           | 24 tháng 5 năm 1819 – 22 tháng 1 năm 1901 (81 tuổi)  | Kết hôn với Albrecht xứ Sachsen-Coburg và Gotha. Có hậu duệ. Bà là tổ tiên của nhà Windsor đang trị vì nước Anh và Khối thịnh vượng chung hiện đại.                |